# Bistum Artah
Koordinaten: 36° 16′ 9″ N, 36° 34′ 2″ O
Das Bistum Artah war ein lateinisches Bistum im Fürstentum Antiochia während der Zeit der Kreuzzüge. Es hatte seinen Sitz im heutigen Reyhanlı in der Provinz Hatay (Türkei). Das Bistum wurde 1099 gegründet und ging 1164 mit der endgültigen Eroberung von Artah durch die muslimischen Araber bereits wieder unter. In der Stadt Artah gab es vorher keinen frühchristlichen  Bischofssitz. Der Titel eines Bischofs von Artah wurde auch später nicht weiter vergeben.

## Geschichte
Die wichtige Festung Artah am Orontes (heutiger Name Reyhanlı in der Provinz Hatay, Türkei) wurde schon im November 1097 zusammen mit der benachbarten Festung Harenc (heute Harim) von den Kreuzfahrern erobert, noch vor der Eroberung von Antiochia. Nach der Eroberung von Antiochia im Juni 1098 und der Etablierung des Fürstentums Antiochia wurde sie diesem Fürstentum angegliedert. Auf Wunsch von Bohemund, dem Fürsten von Antiochia wurde in dieser wichtigen Festungsstadt an der Straße von Antiochia nach Aleppo ein Bistum gegründet. Im Juli 1099 eroberten die Kreuzfahrer Jerusalem und setzten dort einen lateinischen Patriarchen ein. Eine der ersten Amtshandlungen des neuen Patriarchen von Jerusalem Daimbert war die Weihe von vier lateinischen Bischöfen, darunter Bernhard zum Bischof von Artah im Jahr 1099. Er wurde schon 1100 zum ersten Lateinischen Patriarchen von Antiochien ernannt. Der Bischof von Artah war ein direkter Suffragan des Patriarchen von Antiochien.
Möglicherweise war der Bischof von Artah auch der weltliche Herrscher in der Stadt, denn ein weltlicher Herrscher (Vogt oder dergleichen) taucht in den Quellen nicht auf (nach Hamilton). 
Artah wurde 1149 von Nur ad-Din, dem Emir von Aleppo erobert. 1157 eroberte ein Kreuzfahrerheer die Stadt zurück. 1164 kam es zur für die Kreuzfahrer verlorenen zweiten Schlacht von Artah. Nur wenig später fiel die Festung endgültig an Nur ad-Din, und der Bischofssitz ging wieder unter. Der Titel eines Bischofs von Artah wurde nach dem Untergang des Bistums nicht weiter vergeben. Es existiert(e) daher kein Titularbistum Artah.

## Bischöfe
- 1099 Bernhard, stieg 1100 zum ersten Lateinischen Patriarchen von Antiochien auf
- 1135 S.[2]